# Eutreptiella dofleinii
Eutreptiella dofleinii is een soort in de taxonomische indeling van de Euglenozoa. Deze micro-organismen zijn eencellig en meestal rond de 15-40 mm groot. Het organisme komt uit het geslacht Eutreptiella en behoort tot de familie Eutreptiaceae. Eutreptiella dofleinii werd ontdekt door Pascher.